# Eugène Fournier
Pour les articles homonymes, voir Fournier.
Eugène Fournier, né le 28 décembre 1871 et mort le 17 avril 1941, fut un grand précurseur de la spéléologie en Franche-Comté.

## Biographie

### Jeunesse et études
Eugène Fournier naît le 28 décembre 1871 à Saint-Brieuc. Il suit ses études au lycée de Bayonne, puis au lycée Thiers. Il est licencié ès sciences en 1894. 

### Parcours professionnel
Il fut un grand précurseur de la spéléologie en Franche-Comté. Dans cette région très riche en cavités de toutes sortes, peu de gens avant lui avaient osé explorer le monde souterrain, et aucun n'y avait réalisé des observations et travaux aussi poussés.
Il est nommé collaborateur au "Service de la carte géologique de France". Il y fut notamment chargé du levé de la feuille de Cahors au 1/80 000.
Il effectue en 1895 un voyage au Caucase, d'où il revient avec les matériaux d'une thèse de doctorat ès Sciences naturelles en géologie, qu'il soutient en Sorbonne.
Il sera ensuite nommé, en 1896, chargé de cours de géologie à la Faculté des sciences de Besançon. Parmi ses premiers élèves, il eut le brillant Jacques Deprat qu'il embaucha plus tard à la Faculté de 1905 à 1909 comme chargé de cours non rémunéré.
Il sera Doyen de la Faculté de 1918 à 1921, et enfin retraité en 1935.

## Contributions à la spéléologie
Sa première publication, en 1891 : " Quelques cavernes des environs de Marseille " concerne des cavités qu'il avait surtout fouillées au point de vue préhistorique.
D'autres travaux en ce domaine semblent à l'origine de ses relations avec Martel. C'est grâce à leur action conjointe que fut notamment démontrée l'absence de toute filtration dans les fissures des calcaires, base de toute la législation actuelle sur le captage et la protection des eaux potables.
Il a exploré le Quercy, la Provence, les Pyrénées (où il effectua avec Martel une mission financée par le ministère de l'Agriculture en 1906) et dans la chaîne du Jura où ses inventaires de cavités, explorations et études hydrologiques constituent la base de tout ce qui est fait actuellement.
La notion d'exsurgence et de résurgence est due à Fournier. Il a en effet précisé ces notions dans un petit livre paru en 1924. Grâce à sa prudence et à son autorité, et malgré un matériel bien moins perfectionné qu'aujourd'hui, aucun accident ne lui est survenu dans sa longue et féconde carrière.
Il s'avère indispensable pour les spéléologues francs-comtois de consulter les travaux du Professeur pour s'éviter des déceptions (fausses premières), voire les dangers (noyade de 6 personnes à la grotte de la Creuse, signalée par le Professeur Fournier comme entièrement occupée par sa rivière souterraine en temps de crue).

## Recherches minières
Alors qu'il est Doyen de la Faculté des sciences de Besançon, il rédige une étude sur les gisements de houille en Franche-Comté ; notamment celui de Saint-Germain qui est dans la continuité du bassin houiller stéphanien sous-vosgien, exploité par les houillères de Ronchamp. À la suite des bons résultats, il envisage la création d'un « centre industriel important », qui ne voit finalement pas le jour,,. Il avait déjà rédigé en 1907 l'ouvrage : Les Recherches de houille en Franche-Comté, le massif de Saulnot et sa bordure (feuilles de Montbéliard et Lure), édité par la Société géologique de France dans lequel il évoque également le bassin houiller keupérien de Haute-Saône.

## Œuvres
Sur un total de 300 publications d'importance diverse, 71 ont trait à la spéléologie, associée ou non à l'hydrologie, et 9 concernent des gisements préhistoriques situés dans des cavernes.

## Distinctions
- Deux prix ont couronné ses œuvres consacrées à l'hydrologie et à la spéléologie : 
  - le prix Montyon de l'Académie des sciences en 1920
  - le prix Martel de la Société de géographie de Paris en 1927.
- Il est Chevalier de la Légion d'honneur.